# Beacons of Ancestorship
Beacons of Ancestorship ist das neunte Studioalbum der Chicagoer Instrumentalband Tortoise. Es wurde am 23. Juni 2009 veröffentlicht.

## Stil und Rezeption
Auf „Beacons of Ancestorship“ setzen die fünf Bandmitglieder die von den Vorgängeralben bekannten Genremischung fort, nicht ohne sie um neue Einflüsse (zum Beispiel Punk im Titel Yinxianghechengqi) zu erweitern. Das Album ist gekennzeichnet von wiederkehrenden Stilbrüchen mitten in einem Motiv. So schrieb Sarah Schaefer auf motor.de:

„Behelfen kann man sich da nur mit Aufzählungen: Electro, Jazz, Dub, Noise, Rock, Post-Rock; Tortoise sind das alles und irgendwie auch wieder nicht (...).“

Das Weblog Drowned in Sound nannte „Beacons of Ancestorship“ eine ausscherende Kaskade von Überraschungen und vergab 8 von 10 Punkten, und auch das Jazzmagazin All About Jazz fand lobende Worte für das Album.

## Hitparadenerfolge
In den US-amerikanischen Billboard-Charts stieg „Beacons of Ancestorship“ am 11. Juli 2009 auf Platz 149 ein und hielt sich dort eine Woche.

## Titelliste
1. High Class Slim Came Floatin' In (8:14)
2. Prepare Your Coffin (3:37)
3. Northern Something (2:24)
4. Gigantes (6:21)
5. Penumbra (1:08)
6. Yinxianghechengqi (3:37)
7. The Fall of Seven Diamonds Plus One (3:40)
8. Minors (4:23)
9. Monument Six One Thousand (3:22)
10. de Chelly (1:46)
11. Charteroak Foundation (5:07)